# Anton Steinhart
Pour les articles homonymes, voir Steinhart.
Anton Steinhart, né le 17 janvier 1889 à Salzbourg et mort le 11 décembre 1964 dans la même ville, est un peintre et graveur autrichien.

## Biographie
Anton Steinhart naît le 17 janvier 1889 à Salzbourg.
Adepte tardif de l'expressionnisme, probablement influencé par Kubin, il est surtout connu pour ses dessins à la plume de paysages alpins et de coutumes paysannes.
Il meurt le 11 décembre 1964 dans sa ville natale.